# Herman Mashaba

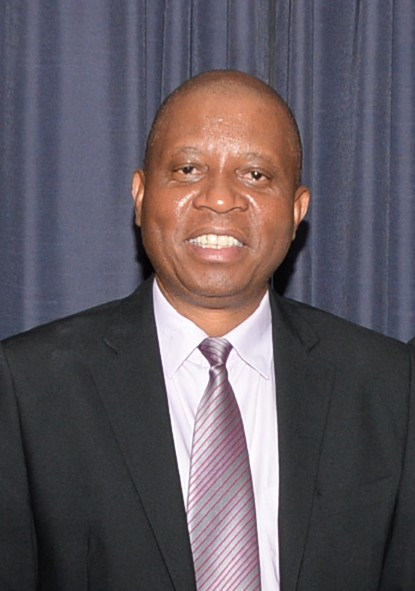
Herman Mashaba

Herman Mashaba (Hammanskraal, 26 augustus 1959) is een Zuid-Afrikaans politicus, actief voor de Democratische Alliantie en zakenman. Hij is sinds 2016 burgemeester van Johannesburg.
Herman Mashaba is een succesvol zakenman en de CEO van Leswikeng Minerals & Energy Limited en is vooral bekend van het bedrijf in cosmetica Black Like Me (Pty) Limited waarmee hij zijn fortuin vergaarde.

## Burgemeester van Johannesburg
Mashaba kon burgemeester worden na de gemeenteverkiezingen van 3 augustus 2016. Hij werd hiermee sinds de hervorming tot grootstedelijke gemeente van 2000 de eerste niet-ANC burgemeester van Johannesburg, de grootste stad van Zuid-Afrika, in de provincie Gauteng.
Hoewel het ANC nipt de grootste partij bleef slaagde de DA erin de steun van de EFF en andere kleinere partijen te verwerven en zo werd Mashaba op 22 augustus met 144 stemmen tot burgemeester verkozen tegenover de 125 stemmen voor Tau, de ANC-burgemeester die hij daarmee opvolgde.
Op 24 augustus stelde hij zijn commissie -de leden zijn vergelijkbaar met Nederlandse wethouders of Belgische schepenen- aan de pers voor. Mashaba's eerste daad was een brief te sturen aan alle personeel van de stad waarin hij fraude en corruptie de wacht aanzegde.
- Gemeinsame Normdatei: 1234094827
- International Standard Name Identifier: 0000 0003 8374 4023
- Library of Congress Control Number: no2012135497
- Virtual International Authority File: 271574625
- WorldCat: E39PBJgCQbJPhGCcDtJp8DwDMP